# 陈素数
陈素数是陈景润素数的简称，特指符合陈氏定理的素数，即：如果一个素数p是陈素数，那么p+2是一个素数或两个素数的乘积，它是素数的子集，陈素数有无穷多个，已经被陈景润证明。陈素数、陈氏定理这些名字，都是后来人们为了表达对陈景润所做贡献的赞誉而定下称呼。
陈景润是中国著名数学家，主要研究解析数论，1966年发表《表达偶数为一个素数及一个不超过两个素数的乘积之和》（简称“1+2”），成为哥德巴赫猜想研究上的里程碑。而他所发表的成果也被称之为陈氏定理。
以下是開始的一些陈素数：
2, 3, 5, 7, 11, 13, 17, 19, 23, 29, 31, 37, 41, 47, 53, 59, 67, 71, 83, 89, 101, ...（OEIS數列A109611）。
以下是開始的一些不屬於陈素数的素数：
43, 61, 73, 79, 97, 103, 151, 163, 173, 193, 223, 229, 241, ...（OEIS數列A102540）。
已知最大陈素数：
{\displaystyle (1284991359\times 2^{98305}+1)\times (96060285\times 2^{135170}+1)-2}